# Сърце човешко
„Сърце човешко“ е български игрален филм (драма) от 1972 година на режисьора Иван Ничев, по сценарий на Павел Вежинов. Оператор е Атанас Тасев. Музиката във филма е композирана от Кирил Цибулка.

## Актьорски състав
- Георги Стоянов – Доктор Алек Станков
- Невена Коканова – Лена
- Андрей Чапразов – Професор Андроников
- Филип Малеев – Нестор
- Петър Петров – Доктор Мишо Антонов
- Юрий Яковлев – Доктор Русев
- Николай Бинев – Министърът
- Вълчо Камарашев – Охраняващият
- Петър Славов